# Губа Ивановская
Губа́ Ива́новская — государственный комплексный памятник природы регионального значения на территории Ловозерского района Мурманской области. Имеет научное значение.

## Расположение
Памятник расположен у северо-восточного побережья Кольского полуострова в северной части Ловозерского района по обе стороны от губы Ивановской (Ивановки) — небольшого (длина — около 20 километров, ширина — 0,1-2,1 километра, глубина — до 40 метров) фьорда на Мурманском береге Баренцева моря, выходящего из залива Восточного Нокуевского. Расстояние до Мурманска — 232 километра (к востоку), до Ловозера — 147 километров (к юго-западу). Ближайшие населённые пункты: посёлок Мыс Чёрный — в 5 километрах к северу, портовое село Дроздовка — в 4 с небольшим километрах к западу и город Островной (Гремиха) чуть менее 30 километров к юго-востоку.

### Точные границы
Точные границы памятника природы — от северного берега губы Ивановская в 400 метрах к югу от высоты 134,2 по прямой на север до этой высоты, далее по прямой на восток до высоты 180,2, затем по прямой на юго-восток до высоты 161,5, потом по прямой на восток до высоты 82,3, оттуда по прямой на юго-восток до высоты 106,4, далее по прямой на юго-восток до высоты 204,2, затем по прямой на юго-восток до высоты 203,9, потом по прямой на юго-восток до высоты 218,3, затем по прямой на юго-восток до высоты 193,2, далее по прямой на северо-запад до высоты 127,2, от неё по прямой на северо-запад до высоты 75,2, потом по прямой на северо-запад до высоты 124,8, оттуда по прямой на северо-запад до высоты 119,3, от неё по прямой на северо-запад до высоты 103,4, затем по прямой на северо-запад до высоты 69,2, потом по прямой 400 метров на северо-запад до впадения в залив губы Ивановская безымянного ручья и по южному, восточному и северному берегу губы Ивановская до начальной точки. Общая площадь находящихся под охраной земель — 7480 га.

## Комплекс
Губа Ивановская является комплексным памятником, под охраной находятся как тундровые леса, прибрежные экосистемы и редкие растения, так и редкие виды животных. На территории памятника расположено несколько небольших, местами заболоченых озёр. Уровень земли понижается по направлению к заливу, с окрестных возвышенностей, высотой до 170 метров на южной стороне губы и до 200 метров (гора Обзорная) на северном, стекает множество небольших ручьёв. Две относительно крупные реки — Чёрная и Ивановка протекают в юго-восточной части памятника. Южное и юго-западное побережье губы Ивановской сильно заболочено, глубина болот достигает в районе устья Ивановки 1,2 метров.
Почвы относятся к тундровому примитивному оторфованному типу. Климатические условия для севера Кольского полуострова довольно мягкие, температура самого тёплого месяца — +8 °C, самого холодного — −8 °C.

## Флора
Из растительности бо́льшую часть равнинной территории занимают кустарниковые (воронично-лишайниковые и ерничково-воронично-лишайниковые) тундры, на склонах распространены чернично-ерничково-вороничные сообщества. На заболоченных участках кустарничко-осоково-пушициево-моховые сообщества, с преобладанием голубики, вороники и карликовой берёзы. На берегах озёр и вдоль ручьёв распространены ивы, а в долине Ивановки встречаются берёзовые леса — уникальные для этих мест.
В общей сложности на территории памятника зарегистрировано 235 видов высших растений, из них 30 видов занесены в Красную книгу Мурманской области. Из редких видов: в тундрах — диапенсия лапландская (Diapensia lapponica), дриада точечная (Dryas punctata), пололепестник зелёный (Coeloglossum viride), фиалка горная (Viola montana); на склонах ближе к побережью — многорядник копьевидный (Polystichum lonchitis), многоножка обыкновенная (Polypodium vulgare), осока ледниковая (Carex arctogena), смолёвка бесстебельная (Silene acaulis), камнеломка дернистая (Saxifraga cespitosa), родиола розовая (Rhodiola rosea), арника фенноскандская (Arnica fennoscandica); в устьях рек и ручьёв — лебеда голостебельная (Atriplex nudicaulis), арктантемум Хультена (Arctanthemum hultenii), камнеломка супротивнолистная (Saxifraga oppositifolia), кроме того, из редких сосудистых наблюдаются: горечавник оголённый, осока узкочешуйная и адокса мускусная.

## Фауна
Животный мир на территории памятника не менее разнообразен, по наблюдениям исследователей здесь встречаются 70 видов птиц, 12 видов млекопитающих, 1 вид земноводных и один вид пресмыкающихся. На скалах Ивановской губы находятся небольшие птичьи базары. Часть из наблюдаемых тут животных относится к редким и охраняемым видам, в том числе: большой баклан — по наблюдениям, произведённым в 2005 году, на северных скалах залива обитало около 30 пар этих птиц, орлан-белохвост, в летний период — лебедь-шипун и обыкновенный тюлень, устраивающий у берегов губы летние зележки. Более распространены: лахтак, моевки, гаги. Причём в последние годы численность птиц и морских животных заметно уменьшилась. По данным 2005 года, птичьи базары насчитывали порядка 500 особей разных видов.

## Статус
«Губа Ивановская» стала одним из трёх последних учреждённых в Мурманской области памятников природы (кроме него — «Место произрастания Бриории двуцветной у горы Видпахк» и «Птичьи базары губы Дворовой»). Постановление о присвоении статуса было подписано Правительством Мурманской области 18 февраля 2009 года.
Ответственные за охрану и контроль — Дирекция государственных особо охраняемых природных территорий регионального значения Мурманской области, СХПК «Тундра» и Ловозерский лесхоз. На охраняемой территории запрещены: любые производственные работы, рубка и повреждение деревьев, сбор мхов (ягеля), рыбалка и сбор моллюсков и водорослей, охота, проезд механизированного транспорта и пролёт моторных летательных аппаратов ближе чем в 1,5 километрах от границ «Губы Ивановской» и ниже 2 километров над ней, морской туризм в окрестностях памятника и любые действия, ведущие к загрязнению памятника природы. При этом, сбор грибов и ягод в число запрещённых действий не входит. Основные задачи — охрана генофонда и ценофонда и проведение научных работ.
Памятник природы «Губа Ивановская» достаточно труднодоступен, попасть на его территорию можно по зимнику, ведущему из Островного в Дроздовку, и пролегающего через центральную часть памятника. Другая возможность — попасть морским путём в Дроздовку и затем по тому же зимнику в сторону Островного.

## Карта местности
Лист карты R-37-XXXIII,XXXIV Островной. Масштаб: 1 : 200 000. Указать дату выпуска/состояния местности.